# 黄國 (山西)
黄国，是先秦时期的一个诸侯国。
黄国的始祖台骀是金天氏的后裔水官昧的儿子。台骀疏通汾河、洮河有功，堵住大泽，率领当地的人居住在宽阔的高平。颛顼奖赏他，封他在汾川，后裔分为黄国、姒国、蓐国、沈国四国，代代祭祀台骀，尊台骀为汾水之神。晋国在春秋时代统一了汾水流域，灭掉了黄、姒、蓐、沈四国。